# Strivers' Row

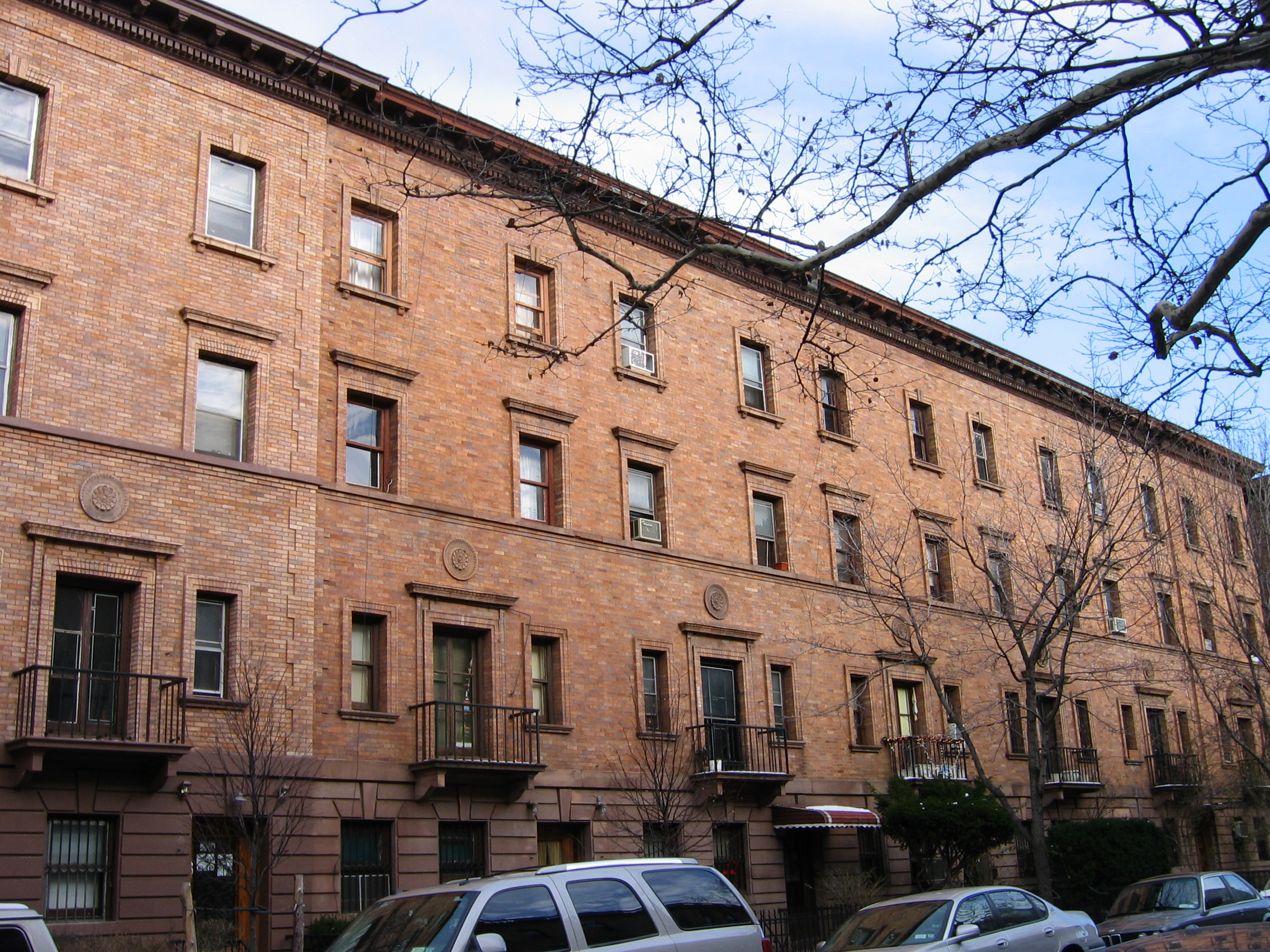
Strivers' Row

Strivers' Row désigne une série de trois rangées de maisons mitoyennes (townhouses) situées à l'ouest du quartier de Harlem, dans l'arrondissement de Manhattan à New York. 

## Origine du nom
Strivers, est un terme anglais qui signifie « ceux qui s'efforcent » ou « qui luttent pour réussir ».

## Historique
Leur nom d'origine était King Model Houses en la mémoire de leur promoteur David King. Elles étaient destinées à la bourgeoisie blanche et furent construites entre 1891 et 1893. Différents architectes travaillèrent sur chacune des trois rangées, qui sont unanimement reconnues comme l'un des joyaux de l'architecture New-Yorkaise. La partie nord qui se trouve sur la 139e Rue fut conçue par le cabinet d'architectes McKim, Mead and White dans le style néo-italien. Celles de la 138e Rue sont l'œuvre de James Lord Brown, Bruce Price et Clarence S. Luce. Parmi les personnes célèbres qui ont habité dans ces maisons, on rerouve Eubie Blake, Fletcher Henderson,  W. C. Handy, ainsi que Adam Clayton Powell Jr., figure emblématique de Harlem dans le domaine politique et religieux.
Les maisons sont construites dos à dos, ce qui permit à King de préciser qu'elles partageraient leurs cours intérieures. Les ruelles entre elles sont entourées de barrières (certains portails d'entrée portent encore des pancartes indiquant Walk Your Horses, c'est-à-dire "Conduisez vos chevaux au pas"). À une époque, ces allées permettaient même un logement discret des chevaux dans des écuries et des livraisons de marchandises, sans perturber les activités des principaux bâtiments. Aujourd'hui, les espaces intérieurs sont utilisés presque exclusivement pour garer des voitures. Cela signifie que les Strivers' Row sont parmi les rares townhouses à ne pas posséder de jardins.
Le projet développé par King fut cependant un échec, et la plupart des maisons de la Strivers' Row furent rapidement acquises par la Equitable Life Assurance Society qui avait financé le projet. À cette époque, Harlem était abandonné par les New-Yorkais blancs, et la compagnie d'assurances ne voulait pas vendre les maisons de Kings aux Noirs. En conséquence, elles restèrent vides. Lorsqu'elles furent finalement accessibles aux Noirs, pour 8 000 dollars chacune, elles attirèrent des professionnels acharnés au travail, les strivers qui donnèrent aux maisons leur nom actuel. Au cours des années 1940, la plupart des maisons tombèrent en ruines, et furent converties en habitations à chambre unique (Single Room Occupancy). La plupart des détails décoratifs originels à l'intérieur des bâtiments furent perdus à cette époque, même si les ornements extérieurs restèrent pour la plupart intacts. Avec le boom immobilier qui débuta en 1995, des restaurations de la plupart des bâtiments du quartier ont commencé afin qu'ils retrouvent leur état initial.